# Stenocephalemys
Genre
Stenocephalemys est un genre de rongeurs de la sous-famille des Murinés, endémique d'Éthiopie.

## Liste des espèces
Ce genre comprend les espèces suivantes :
- Stenocephalemys albipes Rüppell, 1842
- Stenocephalemys albocaudata Frick, 1914
- Stenocephalemys griseicauda Petter, 1972
- Stenocephalemys ruppi Van der Straeten & Dieterlen, 1983